# Kołowie herbu Junosza

Junosza - herb Kołów

Kołowie, Koła herbu Junosza – wygasły na przełomie XVI i XVII w. ród magnacki Rzeczypospospolitej.
Jego przedstawiciele piastowali najważniejsze funkcje urzędnicze na Rusi Halickiej i Podolu w okresie panowania dynastii Jagiellonów.

## Linia Kołów z Dalejowa
Do linii Kołów z Dalejowa (obecnie Delejów) należeli m.in.: 
- Mikołaj Koła z Sopowa i Dalejowa (~1364?), protoplasty Kolów Dalejowskich
- Jan Koła (zm. 1438) – stolnik królowej Zofii Holszańskiej, kasztelan halicki
- Paweł Koła z Dalejowa (zm. 1509) – kasztelan halicki, wojewoda podolski,
- Jan Koła z Dalejowa (zm. 1543) – kasztelan halicki, hetman polny w 1529.

## Linia Kołów Saporowskich
Do linii Kołów Saporowskich należał:
- Adam Koła Saporowski (zm. 1599) – fundator klasztoru Benedyktynek we Lwowie.

Majętność domu Kołów przeszła poprzez małżeństwa jego przedstawicielek na inne rody magnackie ówczesnej Rzeczypospolitej: Mieleckich, Sieniawskich, Kmitów, Odrowążów.

## Przedstawicielki rodu Koła
Do najbardziej znanych przedstawicielek rodu Kołów należą: 
- Barbara Kolanka Radziwiłłowa – żona Jerzego Radziwiłła, matka Barbary Radziwiłłówny, teściowa Zygmunta Augusta, słynne z urody kobiety Renesansu,
- Katarzyna Koła Sieniawska - żona hetmana wielkiego koronnego Mikołaja Sieniawskiego. Matka Anny i teściowa kasztelana krakowskiego Spytka Wawrzyńca Jordana,
- Katarzyna Koła Odrowążowa - żona Dobiesława Odrowąża,
- Katarzyna Koła Saporowska - założycielka w 1595 klasztoru Benedyktynek we Lwowie,
- ~1394 Małgorzatą z Kołów herbu Junosza, a więc zapewne córka Mikołaja z Sopowa i Dalejowa, protoplasty Kolów Dalejowskich[2], żona Michała Awdaniec z Buczacza.